# Großtierpraxis
Als Großtierpraxis bezeichnet man eine Form der Tierarztpraxis, die ausschließlich oder überwiegend auf die Behandlung von Pferden und landwirtschaftlichen Nutztieren wie Rinder, Schweine, Schafe und Ziegen spezialisiert ist.
Im Gegensatz zur Kleintierpraxis findet die Untersuchung und Behandlung meist im Tierstall statt, so dass ein Praxisfahrzeug unverzichtbar ist. In der Nutztierpraxis liegt der Schwerpunkt weniger in der Behandlung von Einzeltieren, sondern in der Bestandsbetreuung. Zudem wird ein größerer Teil des Umsatzes durch die Abgabe von Tierarzneimitteln erzielt. Dafür gibt es umfangreiche Nachweispflichten wie Abgabe- und Anwendungsbelege.